# 学習院下停留場
学習院下停留場（がくしゅういんしたていりゅうじょう）は、東京都豊島区高田二丁目にある東京都交通局都電荒川線（東京さくらトラム）の停留場である。駅番号はSA 28。
豊島区最南端の停車場である。

## 歴史
1928年（昭和3年）12月25日に王子電気軌道が鬼子母神前から面影橋まで延伸した際、豊島区高田本町1丁目に設置された。

## 停留場構造
相対式ホーム2面2線を有する地上駅である。
鬼子母神前 - 当停留場間は明治通りで都電荒川線と地下で東京メトロ副都心線が完全に並行しており、当停留場間付近では都電荒川線の直下を副都心線が通っているが、当停留場に副都心線のホームは設けられていない。
| 乗車ホーム | 路線                            | 方向 | 行先         |
| ---------- | ------------------------------- | ---- | ------------ |
| 西側       | 都電荒川線 （東京さくらトラム） | 上り | 三ノ輪橋方面 |
| 東側       | 都電荒川線 （東京さくらトラム） | 下り | 早稲田方面   |

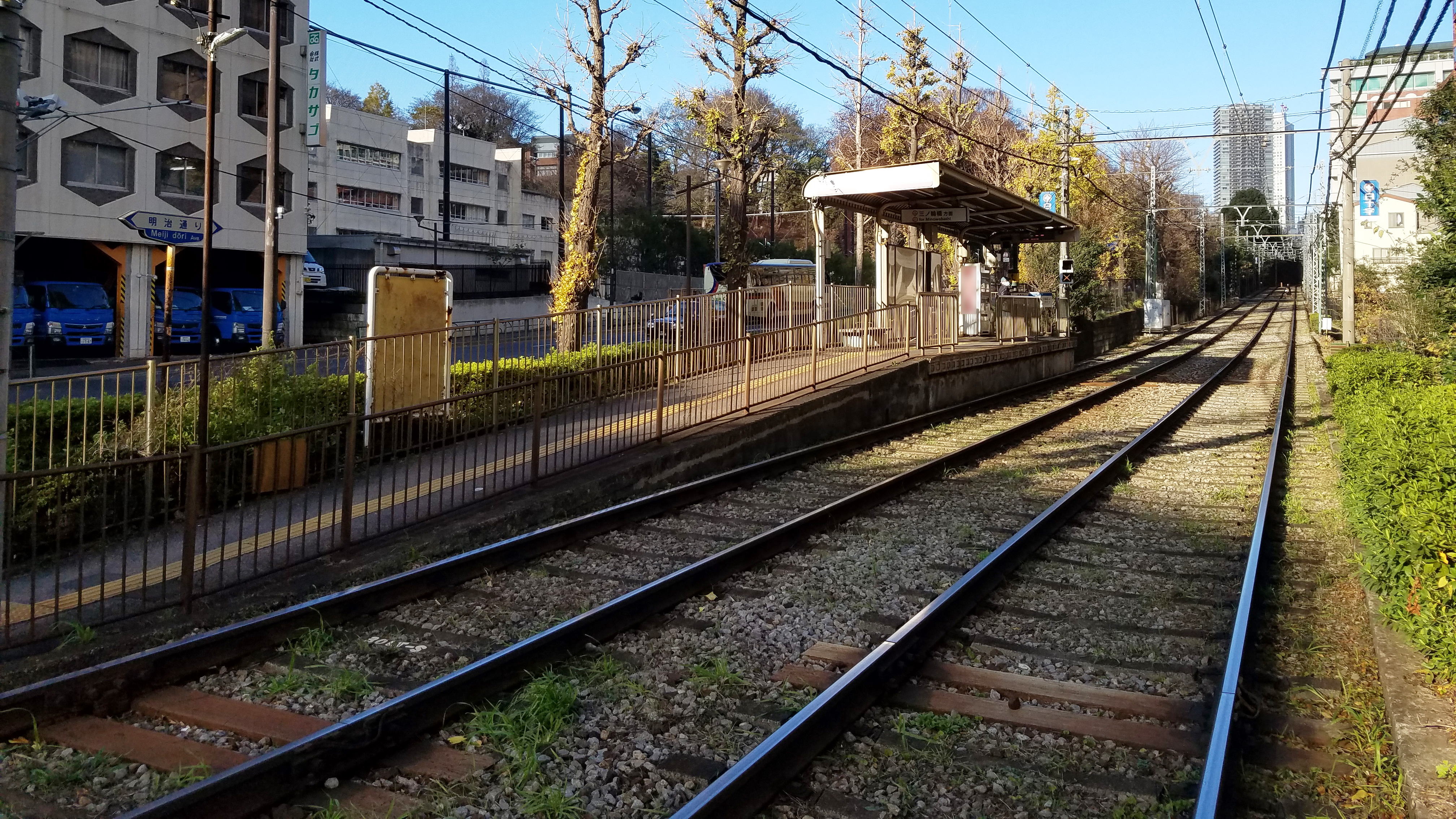
三ノ輪橋方面ホーム（2018年12月）
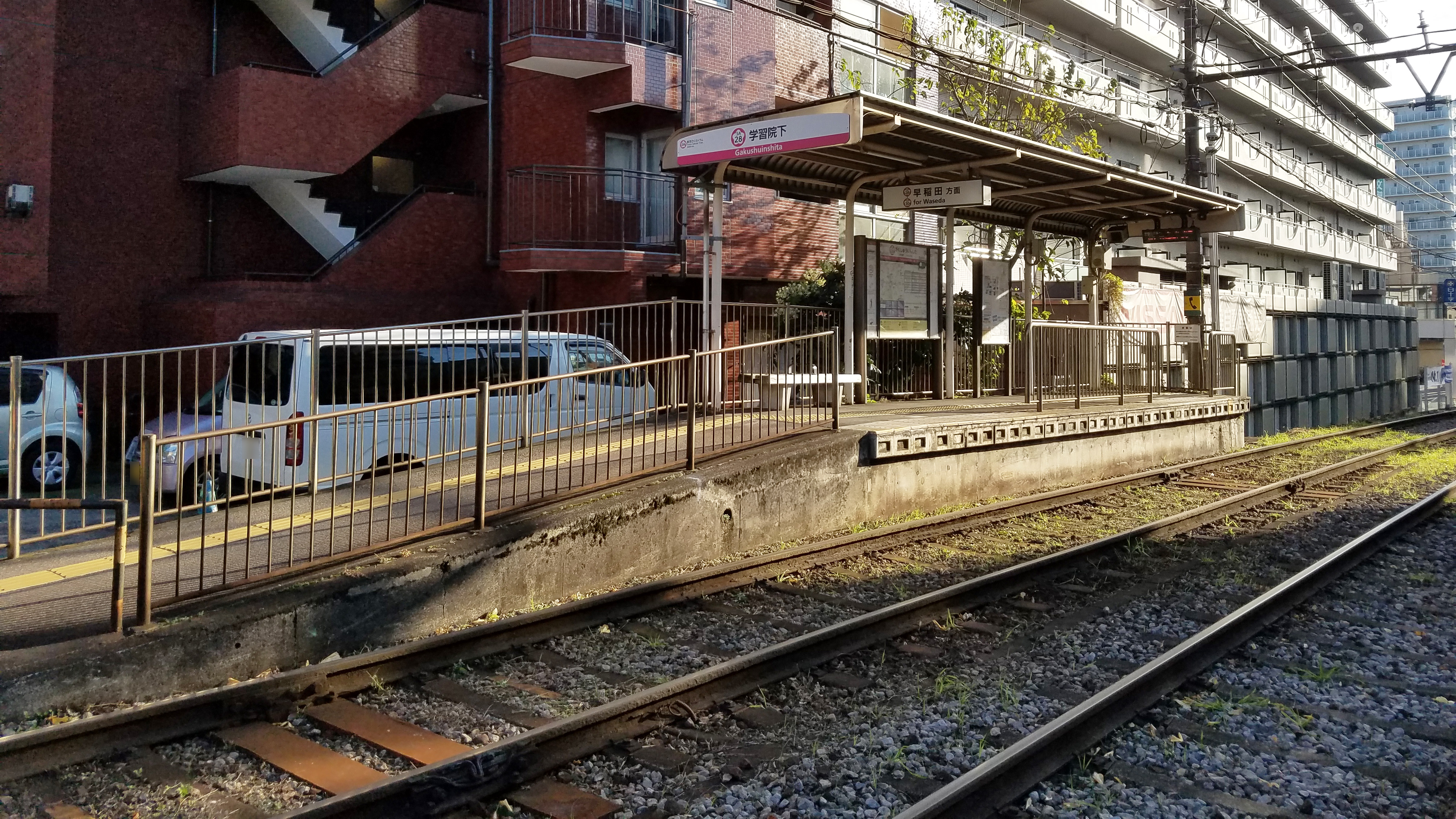
早稲田方面ホーム（2018年12月）

## 停留場周辺
- 学習院大学
- 早稲田文理専門学校
- 日本外国語専門学校
- 大正製薬本社
- ビックカメラ本社
- 明治通り
- 神田川

### バス路線
停留所に隣接する明治通り上に学習院下停留所が設置されている。以下の路線が乗り入れ、東京都交通局により運行されている。
- 池86：池袋駅東口行・池袋サンシャインシティ行 / 渋谷駅東口（循環）・新宿伊勢丹前行・早稲田行[5]

## 隣の停留場
東京都交通局
 都電荒川線（東京さくらトラム）
鬼子母神前停留場 (SA 27) - 学習院下停留場 (SA 28) - 面影橋停留場 (SA 29)